# رودولف آدلر
رودولف آدلر (چکی: Rudolf Adler؛ زادهٔ ۲۵ مهٔ ۱۹۴۱) مستندساز، کارگردان فیلم و فیلمنامه‌نویس اهل کشور جمهوری چک است.